# Tipula (Vestiplex) yunnanensis
Tipula (Vestiplex) yunnanensis is een tweevleugelige uit de familie langpootmuggen (Tipulidae). De soort komt voor in het Oriëntaals gebied.